# Satāna
Satāna är en ort i Indien.   Den ligger i distriktet Nashik och delstaten Maharashtra, i den centrala delen av landet, 900 km söder om huvudstaden New Delhi. Satāna ligger 557 meter över havet och antalet invånare är 34 440.
Terrängen runt Satāna är platt österut, men västerut är den kuperad. Runt Satāna är det ganska tätbefolkat, med 222 invånare per kvadratkilometer. Det finns inga andra samhällen i närheten. Trakten runt Satāna består till största delen av jordbruksmark.